# Públio Rutílio Rufo
Públio Rutílio Rufo (em latim: Publius Rutilius Rufus) foi um político da gente Rutília da República Romana eleito cônsul em 104 a.C. com Cneu Málio Máximo. Rufo era filho de Públio Rutílio e era irmão de Lúcio e Rutília, que era, por sua vez, mãe de Caio Aurélio Cota, o cônsul de 75 a.C. Cota, por sua vez, era tio de Júlio César através de sua irmã, Aurélia Cota. É considerável um estudioso da literatura e da filosofia gregas.

## Carreira
Rufo iniciou sua carreira militar em 134 a.C. na campanha de Cipião Emiliano durante a Guerra Numantina. Foi pretor em 111 a.C. e, em seguida, legado de Quinto Cecílio Metelo Numídico em sua campanha contra o rei da Numídia, Jugurta, em 109 a.C., lutando também sob Caio Mário. Ele se destacou principalmente na Batalha de Mutul, na qual enfrentou uma carga liderada por Bomílcar e conseguiu capturar ou aleijar a maior parte dos elefantes de guerra númidas.
Em 105 a.C., depois de uma derrota dois anos antes, foi eleito cônsul com Cneu Málio Máximo e sua principal conquista foi recuperar a disciplina do exército romano, introduzindo inclusive um novo sistema de exercícios militares, depois da desastrosa derrota de 6 de outubro na Batalha de Aráusio por Málio Máximo. Depois do consulado, Rufo serviu novamente como legado, desta vez com Quinto Múcio Cévola "Pontífice", que era o governador da Ásia.
Ao ajudar o governador em seus esforços em proteger os moradores da província dos publicanos, os coletores de impostos, Rufo despertou o ódio dos ordem equestre, à qual pertencia a maior parte dos publicanos. Em 92 a.C., Rufo foi acusado de extorsão justamente por estes provincianos que havia tentado proteger e, apesar de a acusação ser amplamente tida como falsa, o júri, composto quase que inteiramente de equestres, o condenou. Sua defesa foi conduzida por Caio Aurélio Cota, seu sobrinho, e Rufo aceitou o veredito resignado, um comportamento estoico esperado para um discípulo de Panécio. O famoso gourmand Apício foi um dos responsáveis pela derrocada de Rufo. Cícero, Lívio, Veleio Patérculo e Valério Máximo concordam em que era um homem honrado e íntegro e a sua condenação foi resultado de uma conspiração.
Depois do julgamento, Rufou se retirou primeiro para Mitilene e, em seguida, para Esmirna, onde passou o resto da vida (possivelmente um ato de desafio contra seus acusadores: ele foi recebido com honras na cidade que o processou e o acusou de saquear) e onde Cícero o visitou em 78 a.C.. Embora tenha sido convidado por Sula a voltar para Roma, Rufo se recusou. Foi durante sua estadia em Esmirna que ele escreveu sua autobiografia, composta por pelo menos cinco livros, e uma "História de Roma" em grego, parte da qual, sabe-se, ter sido dedicada à sua narrativa da Guerra Numantina. Rufo era versado no direito romano e escreveu tratados sobre o tema, mas só se conhecem fragmentos citados nos "Digestos". Ele era também um profundo conhecedor da literatura grega. Entre os fragmentos conhecidos de seus discursos estão:
- Adversus Scaurum e Pro se contra Scaurum, de 107 a.C..[13]
- Pro legem sua de tribunis mililum, de 105 a.C., quando era cônsul.[14]
- De jeito aedificiorum, sobre a forma de estabelecer limites à extravagância na construção de habitações suntuosas. Provavelmente da época de seu consulado.[15]
- Pro L. Caerucio ad populum
- Pro se, contra os publicanos, de 93 ou 92 a.C.
- Oratio ficta ad Mithridatem regem.[16]